# Спартак (стадион, Киев)
«Спартак» — стадион в Киеве, домашняя арена сборной Украины по регби.

## Описание
Открыт в 1934 году. На стадионе есть [регбийное поле] с трибунами на 5 тысяч мест, игровые площадки, сектора для толкания ядра, метания диска, молота и копья, 2 закрытых спортивных зала, три сауны из них одна действующая, закрытый бассейн (длина дорожки 25 м) закрыт на реконструкцию, отель на 150 мест. Во время капитального ремонта, который сделали в 1977—1980 годах, было построено четыре металлические вышки (высота до 30 м) для освещения стадиона. За последние годы на территории стадиона было построено два поля для мини-футбола, сделан капитальный ремонт здания бассейна.
Своеобразной визитной карточкой стадиона является бронзовый барельеф легендарного древнего героя Спартака, в честь которого и назван стадион. Барельеф легендарного воина-рудиария, бывшего гладиатора, который впоследствии стал руководителем восстания угнетенных, установлен на стене возле центрального входа. На барельефе Спартак изображен держащим в руке факел — своё первое оружие и символ воинской храбрости и мужества.